# 太陽の破片
「太陽の破片」（たいようのはへん）は、日本のシンガーソングライターである尾崎豊の楽曲。
1988年6月21日にマザーアンドチルドレンから7枚目のシングルとして、また尾崎としては4枚目の12インチシングルでのリリースとなった。作詞・作曲は尾崎が行い、プロデュースは吉野金次が担当している。前作「核」（1987年）よりおよそ8か月ぶりにリリースされたシングルであり、覚醒剤取締法違反による逮捕後の活動再開第1弾となった。マザーアンドチルドレン所属時に制作された作品には基本的に英題が存在しないが、本作のミュージック・ビデオには「SCRACH OF THE SUN」と英題が表記されている。
1986年の渡米後におけるニューヨーク滞在時に歌詞の一節が制作され、その後警察署での拘留中に歌詞を書き上げた作品である。異国の地や収監による経験を基に孤独感を表現した他に、当時結婚したばかりの夫人への愛情を表現した曲であるとも言われている。4枚目のアルバム『街路樹』（1988年）の実質的な先行シングルであったが尾崎の思惑によりアルバムには未収録となった。その後ライブ・アルバム『約束の日 Vol.2』（1993年）においてライブ・バージョンがアルバム初収録となり、さらにCD-BOX『71/71』（2007年）にてスタジオ録音バージョンが『街路樹+2』としてアルバム初収録となった。
オリコンシングルチャートでは最高位第3位、売り上げ枚数は25.2万枚となり尾崎の先行シングルとしては最大のヒット曲となった。ライブにおいては1988年の東京ドーム公演となった復活コンサート「LIVE CORE」および1991年のコンサートツアー「TOUR 1991 BIRTH」において演奏されている。

## 背景
尾崎は20歳になった後に無期限活動休止宣言を行い、1986年5月に渡米したが翌1987年1月に帰国した。その後2月10日にそれまで在籍したCBSソニーを離れ、所属事務所「マザーエンタープライズ」が設立した新レコード会社「マザーアンドチルドレン」へ移籍。前作までの3作は、ソニー専属のプロデューサーである須藤晃によって制作されていたが、レコード会社の移籍に伴い須藤とは離れて制作する事となった。しかし尾崎は須藤と離れてしまうと良い作品が制作できなくなるとの思いから移籍に対しては懸念を抱いていた。
その後、アルバムが未完成のままコンサートツアー「TREES LINING A STREET」を7月より開始する流れとなった。通常コンサートツアーには半年前から準備が必要であるが、スタッフは半年後にはアルバムが完成すると思っていたため、ツアー準備の合間を縫う形でレコーディングは続けられたが、完成には至らなかった。本来は1987年4月リリースを予定していた本作だが、リリース予定は7月に延期され、さらに9月になってもリリースされなかった。結果としてアルバムのリリースがないままコンサートツアーが開始される事態となった。しかし、9月24日の豊橋勤労福祉会館での公演中に倒れ、立っていることもままならない状況となりライブは中断、28日の新潟県民会館での公演前に再び倒れ、以降ツアーは残り半分以上を残したまま中止が決定される。
10月1日には移籍第一弾となるシングル「核」（1987年）をリリース。しかし12月22日に覚醒剤取締法違反により逮捕され、およそ3週間後となる翌1988年1月8日に新聞各社にて報道される事となった。同年2月22日には懲役1年6か月、執行猶予3年という判決が下された。その後釈放され東京拘置所から出てきた尾崎は以前より肥満となっており、また拘置所前には500人程度のファンが集まり「存在」を合唱した。その後しばらく謹慎生活を送り、5月12日には一般人女性であった尾崎繁美と結婚。これにより、精神の安定を得た尾崎は曲作りに励むようになる。

## 制作、音楽性と歌詞
1986年の渡米時には歌詞の原型が出来上がっていた。当時ニューヨークに滞在中であった尾崎は、本作の冒頭にある歌詞の一節をノートに書いていた。1987年に逮捕された事で戸塚警察署に拘留され、その際に尾崎が署内で書き綴ったノートには「太陽の破片」というタイトルが付けられていた。その後ノートに書かれた一節を基に全体を作り上げる作業に入り、尾崎は制作途中の段階で歌詞を繁美に見せたが、その際にタイトルが「太陽の破辺」となっており、繁美にその事を指摘された尾崎は後に作詞用としてワードプロセッサを購入する事となった。この事が切っ掛けとなり、後にエッセイや小説の執筆を行う事となった。
ノンフィクション作家である吉岡忍は著書『放熱の行方』にて、尾崎がニューヨークに滞在していた際に制作された歌詞は「犯罪」「麻薬」「移民」「ホームレス」「ヤッピー」などの記号的な要素が増えている事を指摘している。吉岡は尾崎のデビュー曲である「15の夜」（1983年）やその後の「卒業」（1985年）などでは記号化された対象と現実とのずれをはっきりと指摘した他、現実と記号と尾崎自身の関係性が正確に読み取れる内容であったとも指摘したが、ニューヨーク滞在時の事を記した文章からは尾崎と記号のみが描かれており、「脈絡のない記号の羅列と、自閉的な孤独感だけがある」と述べている。吉岡は囁くような始まりと呟くようなメロディーの終盤には引き込まれるが、「引き込まれたまま、横滑りしていくような気がする。はぐらかされた気分になる」と述べ、本作には「あまり惹かれない」と否定的な見解を述べている。
ライターである見崎鉄は著書『盗んだバイクと壊れたガラス 尾崎豊の歌詞論』において、歌詞の一節が収監中の心情を描いたように読み取れると指摘し、本作を事件と関連付けて理解した者が多いのではないかと推測している。またニューヨーク滞在時の孤独感と収監中の孤独感には通ずる部分があったのではないかとも推測している。見崎は本作はネガティブな言葉に満ちているが、暗闇の中に太陽という救いを見出していると述べ、槇原敬之が1999年に覚醒剤所持により逮捕され、翌年に復帰第一弾としてリリースしたアルバムが『太陽』（2000年）であり、表題曲であった「太陽」が絶望の中の希望を意味する内容であった事を指摘している。
音楽情報サイト『CDジャーナル』では、「復活の意欲と出所後に結婚した夫人への愛が感じられる、ゆったりしたロック・ナンバー」であると記されている。

## リリース、プロモーション、チャート成績
1988年6月21日にマザーアンドチルドレンより12インチレコード、8センチCD、カセットテープの3形態でリリースされた。過去最高のヒットとなった本作だが、生前のシングル曲としては唯一のアルバム未収録曲となった。アート・ディレクションは田島照久が行っており、本作のジャケットは尾崎の提案が採用されている。書籍『盗んだバイクと壊れたガラス 尾崎豊の歌詞論』において見崎は、「牢獄の窓から差し込む陽の光に手を伸ばしているようにも見える」と述べている。前年の逮捕で付いた大きなマイナスイメージを払拭するため、1988年6月22日にフジテレビ系音楽番組『夜のヒットスタジオDELUXE』（1985年 - 1989年）に初のテレビ出演として本作を演奏した。番組内では編曲者である本多俊之とも共演した。過去にインタビュー、特別番組『早すぎる伝説』、オムニバスライブイベント中継録画等でテレビ出演した事はあったものの、音楽番組で楽曲を披露するのは初めての試みであった。以後、1992年に急死するまで生涯唯一のテレビ番組での生演奏となった。
本作はオリコンシングルチャートにおいて最高位第3位、登場回数は14回、売り上げ枚数は25.2万枚となった。当時の尾崎としては最大のヒット曲となった他、先行シングルとしては後に至るまで最大のヒット曲となっている。1990年の再リリース盤は最高位第20位、登場回数15回、売り上げ枚数は9.1万枚となった。当時の尾崎は曲も上手く制作できず、テレビ出演やコンサートも拒否していたものの、事務所の意向によって活動を行わざるを得ない状態であった事から、事務所との確執が発生していた。そのため、本作はアルバム『街路樹』収録曲も含め、尾崎自身が最も力を注ぎ自身も気に入っていた曲であったが、本作を収録する事でアルバムの売り上げが上がる事を恐れた結果『街路樹』には未収録となった。
シングルが廃盤となって以降、あらゆる編集盤にも未収録であったため長らく入手困難となっていた。しかし生産限定CD-BOX『71/71』（2007年）において、同じくこれまでアルバム未収録であった「街角の風の中」と共に『街路樹+2』に収録。リリース後19年、没後15年にしてアルバム初収録となった。この収録を皮切りにベスト・アルバム『WEDNESDAY 〜LOVE SONG BEST OF YUTAKA OZAKI』（2008年）、さらに『街路樹（2枚組スペシャルエディション）』（2009年）にも収録されたが、フェイドアウトが数秒早い状態での収録となっている。その他、ライブ音源はライブ・アルバム『約束の日 Vol.2』（1993年）およびベスト・アルバム『ARTERY & VEIN : THE VERY BEST OF YUTAKA OZAKI』（1999年）に収録された。カップリング曲の「遠い空」はアルバム『街路樹』収録とは異なるシングル・バージョンとなっており、同バージョンも発表以来シングル盤以外で聴く事は不可能であったが、前述の『街路樹（2枚組スペシャルエディション）』に「太陽の破片」と共に初収録された。

## ミュージック・ビデオ、ライブ・パフォーマンス
本作のミュージック・ビデオは佐藤輝が監督を担当。内容は、裸の子供たちと尾崎が共に戯れるもので、特殊効果により尾崎が宙に浮かぶ場面などがある。また、別のミュージック・ビデオも存在し、ライブ・ビデオ『告白 (Confession)』（1995年）に収録。その内容は、1988年9月12日の東京ドーム公演『LIVE CORE』、「TOUR 1991 BIRTH」より1990年8月27日の郡山市民文化センター公演、生前最後のライブとなった同年10月30日の代々木オリンピックプール第一体育館公演、合計3つの公演の映像が使用されている。さらに2018年には「太陽の破片 (NEW VERSION)」と題した新たなPVが制作され、ミュージック・ビデオ集『10 PIECES OF STORY』に収録された。「太陽の破片 (NEW VERSION)」では裸の子供たちが登場するシーンはすべてカットされており、尾崎のみが登場するシーンで構成されている。
本作のライブ初披露は前述の『夜のヒットスタジオDELUXE』出演時であり、アレンジはほぼスタジオ録音盤と変わらないものの、イントロ・アウトロはほとんどがシャウトで占められていた。ライブ・コンサートにおいては、1988年に行われた唯一の東京ドーム公演である復活コンサート「LIVE CORE」において21曲目に演奏され、1991年に行われたコンサートツアー「TOUR 1991 BIRTH」において20曲目、「"BIRTH" スタジアム・ツアー <THE DAY>」において16曲目に演奏された。「LIVE CORE」において演奏された際は、前の曲である「核」のアウトロとこの曲のイントロが重なるようにアレンジされた。1991年の全国ツアー「TOUR 1991 BIRTH」でも本作を披露。「TOUR 1991 BIRTH」においてもアレンジは変更されており、イントロ・アウトロのシャウトは行わなかった。

## カバー
- 岡村靖幸 - 『"BLUE" A TRIBUTE TO YUTAKA OZAKI』（2004年）に収録[27]。友人であった岡村によるカバーであるが原曲とは全く異なる曲調となっており、リズムへの歌詞の載せ方なども独特のものとなっている。

## 収録曲
- CDバックカバーに記載されたクレジットを参照[28]。

| #         | タイトル       | 作詞・作曲 | 編曲      | 時間  |
| --------- | -------------- | ---------- | --------- | ----- |
| 1.        | 「太陽の破片」 | 尾崎豊     | 本多俊之  | 6:58  |
| 2.        | 「遠い空」     | 尾崎豊     | 本多俊之  | 4:46  |
| 合計時間: | 合計時間:      | 合計時間:  | 合計時間: | 11:44 |

## スタッフ・クレジット
- CDバックカバーに記載されたクレジットを参照[28]。

### 参加ミュージシャン
- 村上“ポンタ”秀一 – ドラムス
- 高水健司 – ベース
- 是方博邦 – ギター
- 島健 – ピアノ、シンセサイザー
- 本多俊之 – サクソフォーン
- 尾崎豊 – アコースティック・ギター、ブルースハープ
- 鳥山敬治（サンミュージカルサービス） – シンセサイザー・オペレーター

### スタッフ
- 吉野金次 – プロデュース、ミックス
- 松本元成（セディックスタジオ） – レコーディング・エンジニア
- 関口利之 – アシスタント・エンジニア
- 田島照久 – デザイン、アート・ディレクション、写真撮影
- 尾崎豊 – カバー・コンセプト
- 佐々木健彦 – アーティスト・マネージメント、"Little Bit"ディレクション
- 福田信 – エグゼクティブ・プロデューサー

## リリース日一覧
| No. | リリース日     | レーベル                       | 規格       | カタログ番号 | 最高順位 | 備考 | 出典                 |
| --- | -------------- | ------------------------------ | ---------- | ------------ | -------- | ---- | -------------------- |
| 1   | 1988年6月21日  | マザーアンドチルドレン         | 12インチEP | MCR-503      | 3位      |      | [ 14 ]               |
| 2   | 1988年6月21日  | マザーアンドチルドレン         | CT         | MCT-3        | 3位      |      |                      |
| 3   | 1988年6月21日  | マザーアンドチルドレン         | 8センチCD  | MCD-3        | 3位      |      | [ 1 ]                |
| 4   | 1990年11月28日 | MMG INC.                       | 8センチCD  | AMDX-6029    | 20位     |      | [ 14 ] [ 29 ] [ 30 ] |
| 5   | 2021年4月21日  | ワーナーミュージック・ジャパン | AAC-LC     | -            | -        |      | [ 31 ]               |

## 収録アルバム
「太陽の破片」
- スタジオ音源
  - 『街路樹+2』（2007年）
  - 『WEDNESDAY 〜LOVE SONG BEST OF YUTAKA OZAKI』（2008年）
  - 『街路樹（2枚組スペシャルエディション）』（2009年）
- ライブ音源
  - 『約束の日 Vol.2』（1993年） - 1991年10月30日の代々木オリンピックプール公演から収録。
  - 『ARTERY & VEIN : THE VERY BEST OF YUTAKA OZAKI』（1999年） - 1991年10月30日の代々木オリンピックプール公演から収録。
  - 『LIVEBEAT BOX』（2012年） - 1991年10月30日の代々木オリンピックプール公演から収録。

「遠い空」
- スタジオ音源
  - 『街路樹』（1988年）
- ライブ音源
  - 『LIVE CORE LIMITED VERSION YUTAKA OZAKI IN TOKYO DOME 1988/9/12』（2013年）